# Johann Pabst
Johann Pabst (* 24. Januar 1916 in Sankt Lorenzen im Mürztal, Steiermark; † 15. Juli 1999 ebenda) war ein österreichischer Politiker (ÖVP).

## Leben
Johann Pabst genoss eine einfache Schulbildung. Nach Besuch der Volksschule in Sankt Lorenzen in der Zeit von 1923 bis 1930, absolvierte er landwirtschaftliche Grundausbildung, so zuletzt im Jahr 1935 das bäuerliche Volksbildungsheim im niederösterreichischen Blindenmarkt.
Seine erste Erfahrung in der Öffentlichkeit sammelte Pabst ab 1930, als er zum Mitglied des Reichsbundes der Katholischen Jugend Österreichs gewählt wurde.
1937 wurde Pabst zunächst Soldat im Bundesheer, und 1938, nach dem Anschluss Österreichs, Angehöriger der Wehrmacht. Er versah bis 1945 Kriegsdienst. Nach dem Zweiten Weltkrieg kehrte er in seinen erlernten Beruf zurück und wurde Landwirt.
1945 zog Pabst als Abgeordneter der ÖVP in den Gemeinderat von Sankt Lorenzen ein. In dieser Funktion war er danach 35 Jahre lang, bis 1980, tätig. Im Jahr 1961 folgte seine Vereidigung als Abgeordneter zum Landtag Steiermark, dem er danach bis 1970 angehören sollte. Zuletzt zog er für die ÖVP im Mai 1970 als Mitglied in den Bundesrat in Wien ein. Als Bundesrat sorgte er sich bis Oktober 1975 für die Interessen der Steiermark.
Innerhalb seiner Partei bekleidete Pabst zudem einige Führungspositionen. So war er von 1945 bis 1949 Ortsparteileiter der ÖVP für Sankt Lorenzen. 1957 wurde er zum ÖVP-Bezirksparteivorsitzenden für den Bezirk Bruck an der Mur, heute ein Teil des Bezirks Bruck-Mürzzuschlags gewählt. In dieser Position war Pabst bis 1973 tätig.

## Auszeichnungen
- Großes Ehrenzeichen für Verdienste um die Republik Österreich
- Großes Goldenes Ehrenzeichen des Landes Steiermark